# Heynitz (Adelsgeschlecht)

Wappen derer von Heynitz

Heynitz (ⓘ), gelegentlich falsch auch Heinitz oder Haynitz, ist der Name eines alten meißnischen Adelsgeschlechts mit gleichnamigem Stammhaus Schloss Heynitz in Heynitz bei Meißen.

## Geschichte

### Ursprünge
Das Geschlecht erscheint erstmals am 21. Januar 1338 urkundlich mit dem Ritter Nycolaus de Heynicz und seine Stammreihe beginnt um 1400 mit Nikol. Nach Kneschke erscheint bereits 1318 ein Nicol von Heynitz als Vogt zu Hayn (heute Großenhain) und Ortrand.

### Ausbreitung und Besitzungen
Die Heynitz gehörten seit dem 15. Jahrhundert im Hochstift Meißen zu den stiftsfähigen Familien und waren über 600 Jahre lang, bis zur Enteignung 1945, im Besitz ihres Stammsitzes Schloss Heynitz, das 1334 als Heynicz erstmals erwähnt wurde. 2004 wurden das Schloss und die umliegenden Wirtschaftsgebäude von der Familie von Heynitz (Förderverein Schloss Heynitz e. V.) gemeinsam mit Familie von Watzdorf von der Gemeinde zurückgekauft.
Später gelangten Zweige auch nach Preußen und Bayern. Im Königreich Sachsen waren außerdem die Güter Wunschwitz, Grötzsch, Miltitz, Kotitz, Weicha, Löthain und Kottewitz im Besitz bzw. Teilbesitz der Familie. Im Königreich Preußen gehörten Pritzen, Wüstenhain sowie die beiden heute wieder zu Sachsen gehörenden Schlösser Dröschkau (ab 1656 bis 1945) und Königshain (ab Ende 18. Jh. bis 1945, zeitweise als Fideikommiss) zum Familienbesitz.

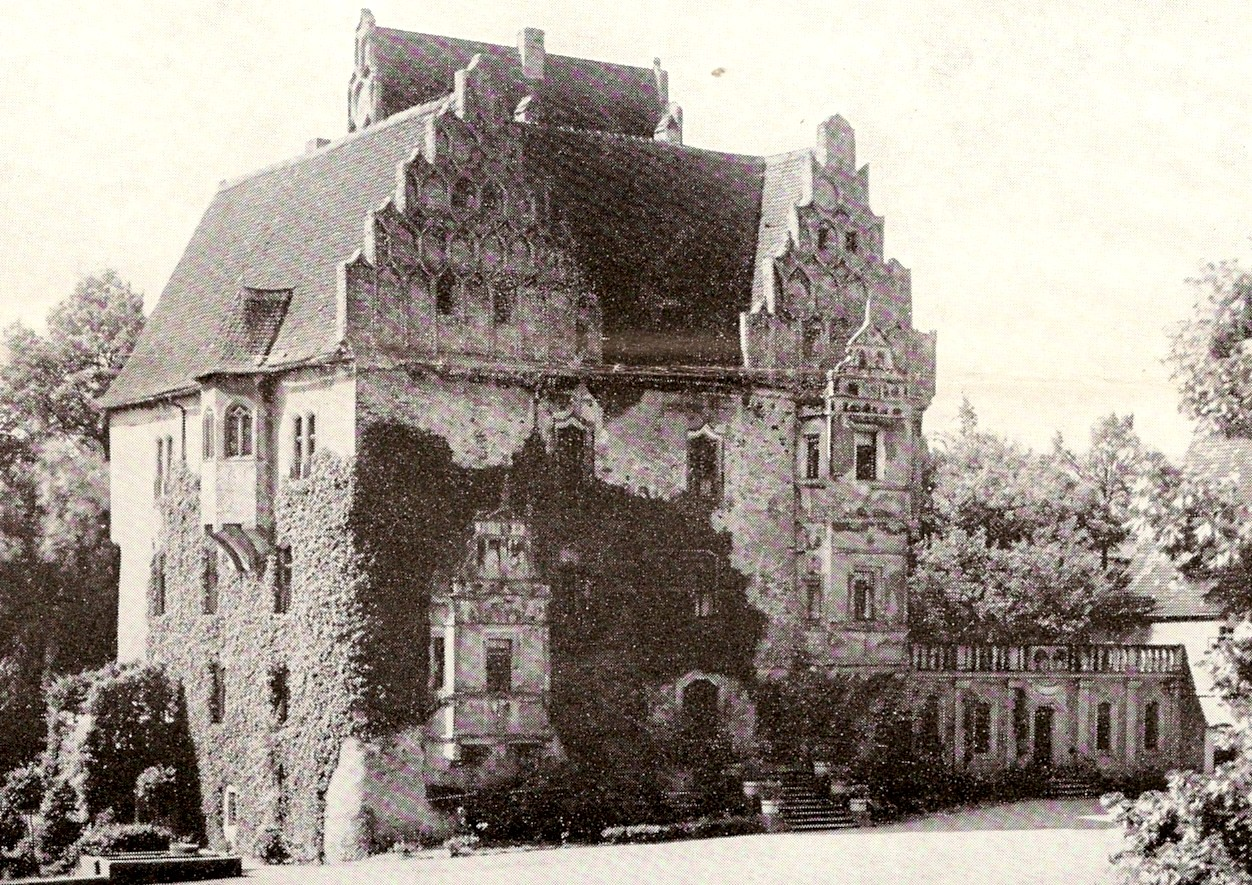
Schloss Heynitz, um 1900
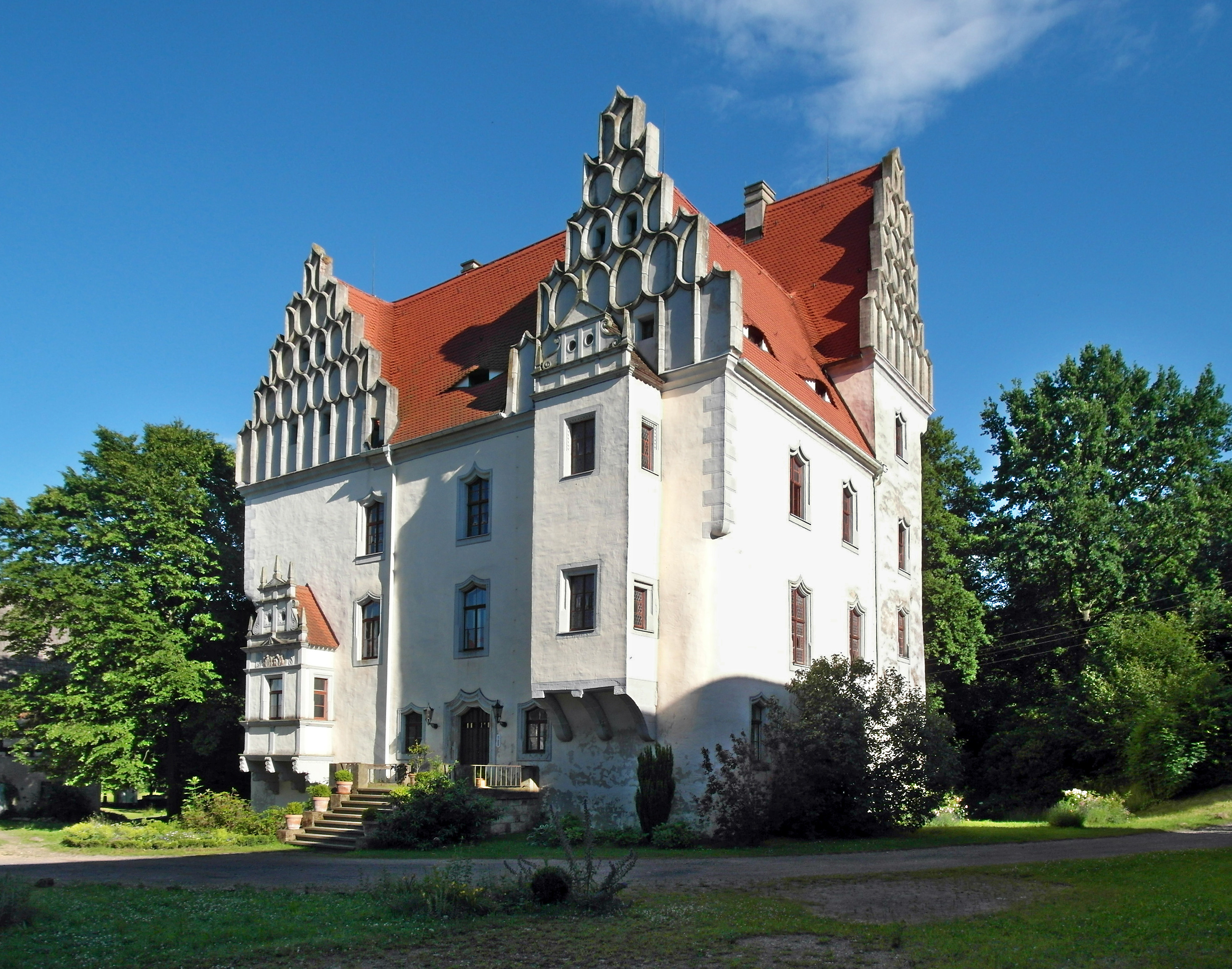
Schloss Heynitz, 2016
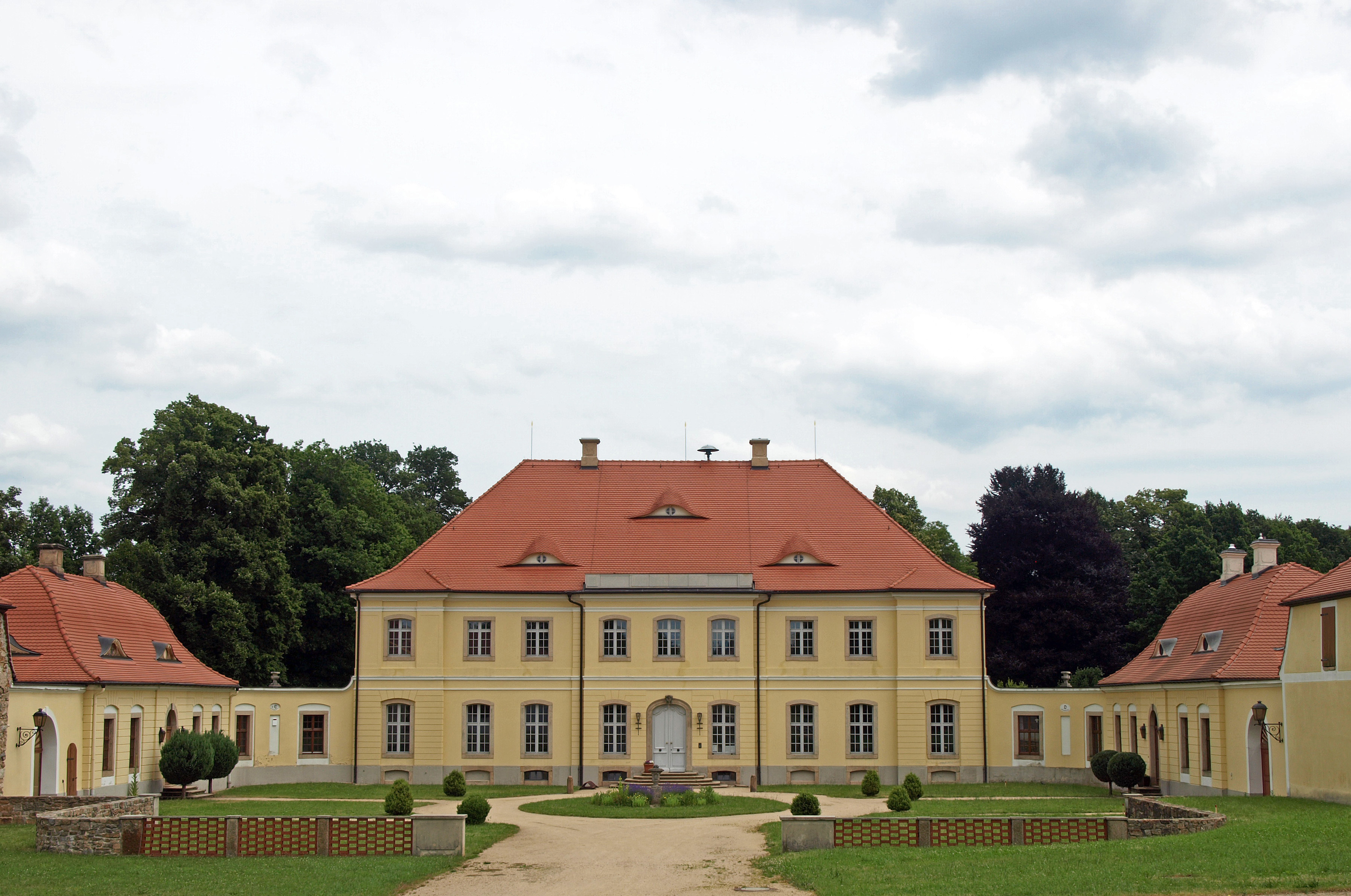
Schloss Königshain
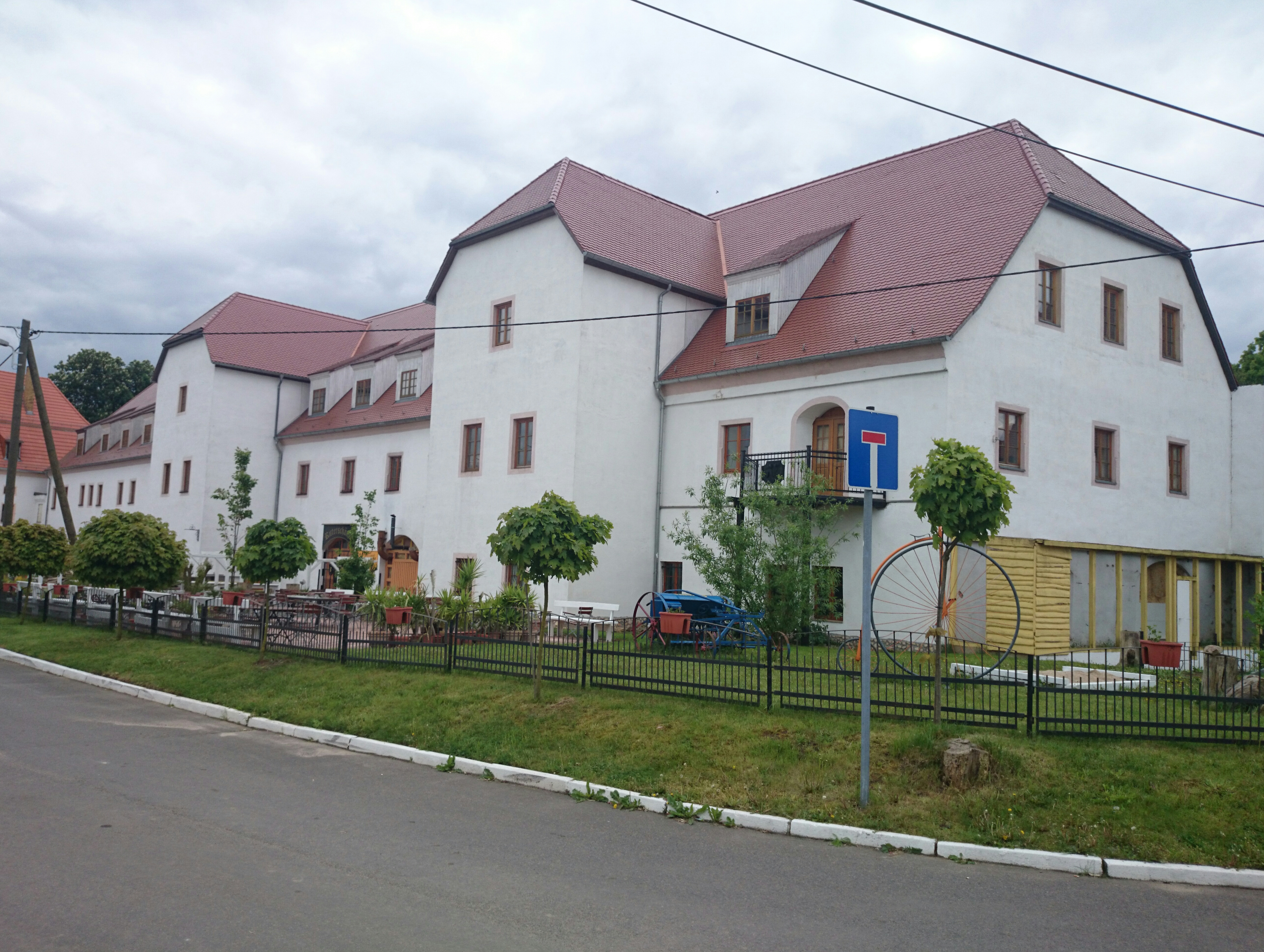
Rittergut Dröschkau

### Adelsbestätigungen
- Immatrikulation im Königreich Bayern bei der Adelsklasse am 12. Januar 1815 für den königlich preußischen Kriegs- und Domänenrat a. D. Ferdinand Gottlob Benno von Heynitz zu Miltitz (heute Ortsteil von Klipphausen im Landkreis Meißen), Gutsherr auf Töpen und anderen.
- Eintragung in das königlich sächsische Adelsbuch am 1. November 1913 für den königlich sächsischen Major z. D. Ernst von Heynitz, Gutsherr auf Heynitz und Wunschwitz (heute beide Ortsteile von Nossen), und am 15. Juni 1918 für Adolf von Heynitz, Fideikommissherrn auf Miltitz.

## Wappen
In Rot ein vorwärts gekehrter, von Silber und Schwarz vielfach geteilter Mann mit silberner Mütze, in der Rechten einen grünen Kranz empor haltend, in der Linken einen schwarzen Stab schräglinks vor sich stellend (Herold mit Heroldsstab). Auf dem Helm mit rot-silbernen Decken ein von grünem Kranz umgebenes, außen mit sechs schwarzen Hahnenfedern zwischen sieben Straußenfedern abwechselnd bestücktes von Rot und Silber geviertes rundes Schirmbrett.

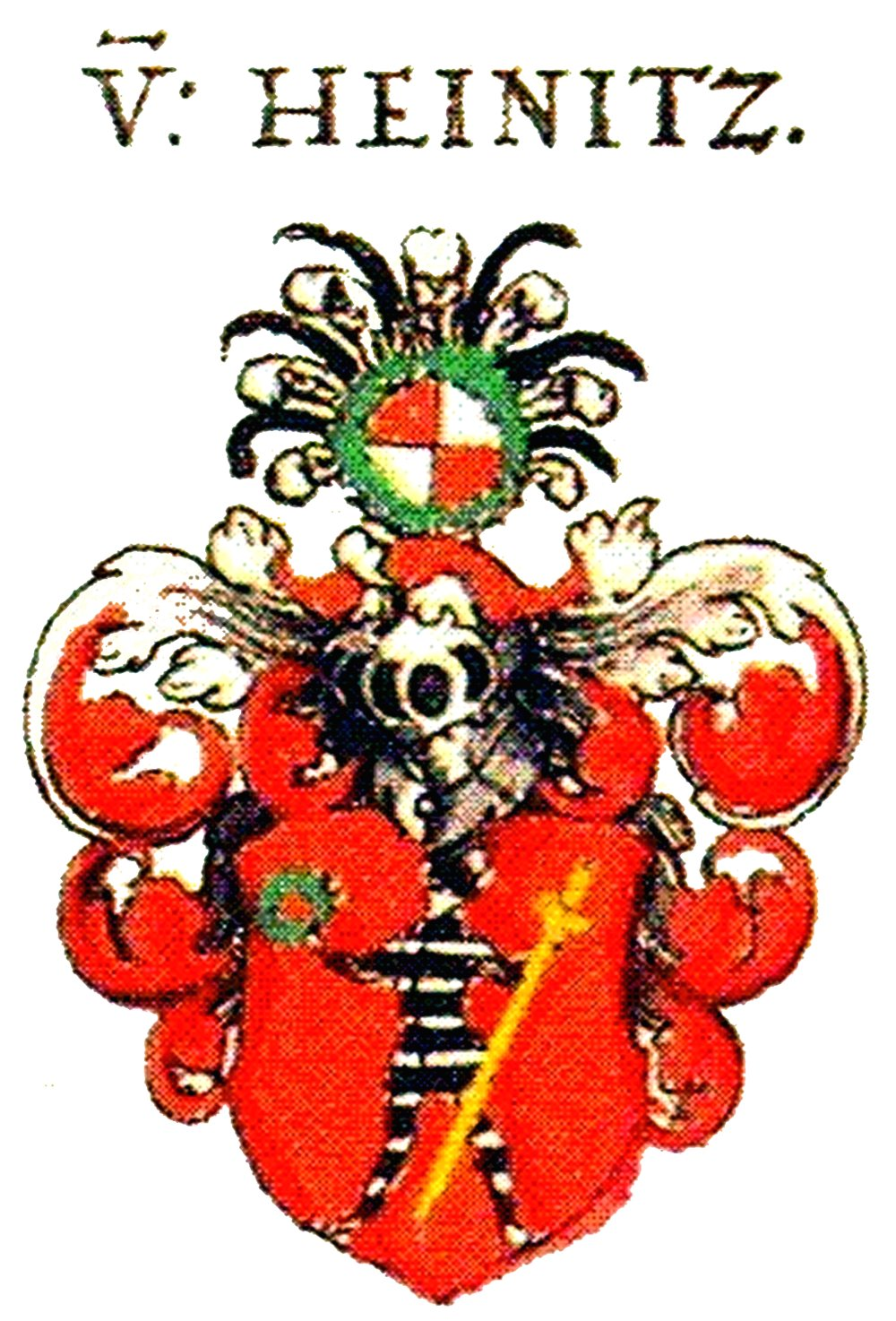
Wappen in Siebmachers Wappenbuch von 1605
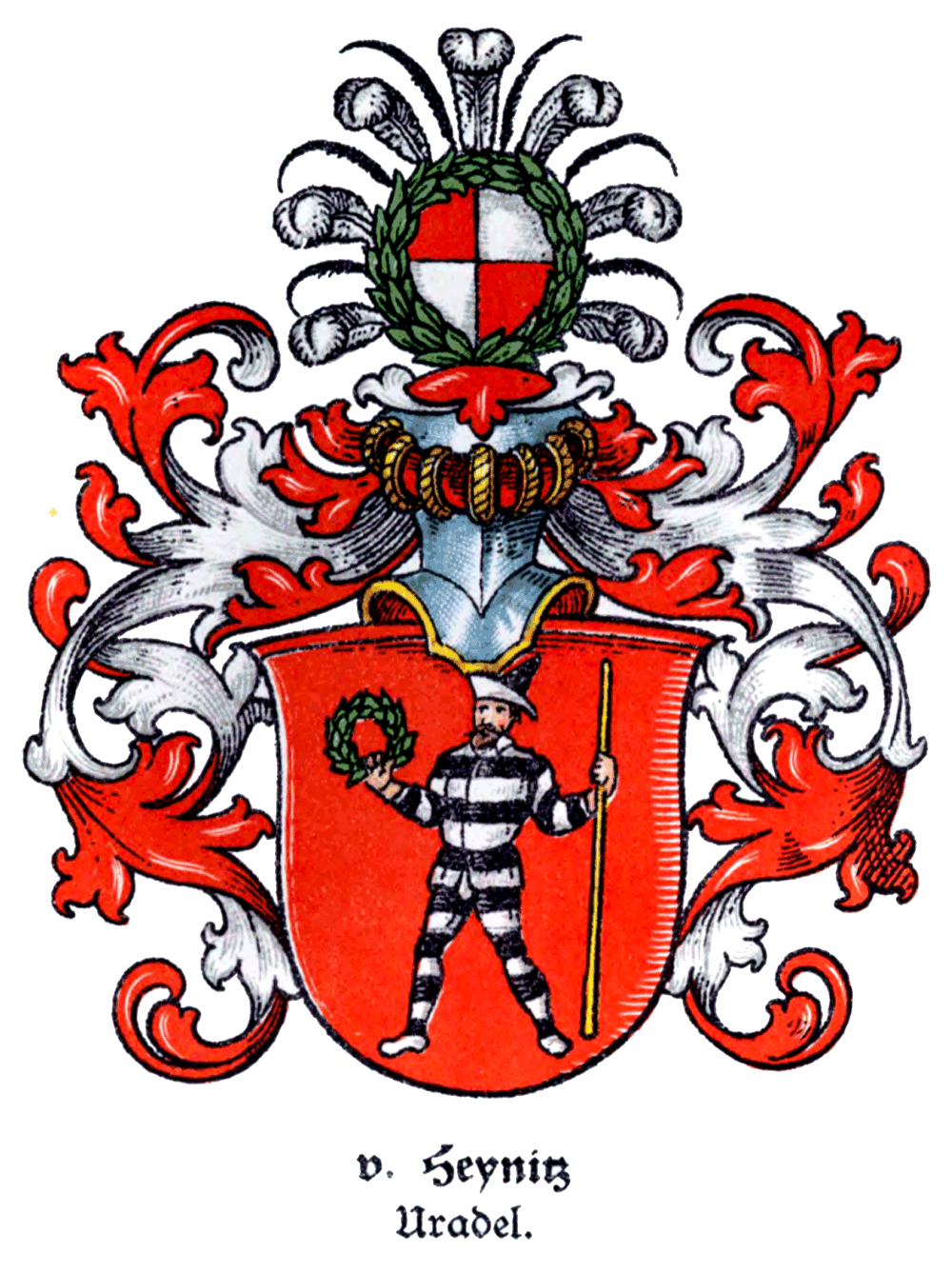
Wappen in Alfred von Kranes Schlesischem Wappenbuch, ca. 1902

## Bekannte Familienmitglieder
Da Bischof Benno von Meißen der Schutzpatron der Familie von Heynitz ist, wurde der Taufname Benno in dieser Familie traditionell vergeben.
- Benno von Heynitz (1500–1544), kursächsischer Amtshauptmann von Freiberg[2]
- Gottlob Rudolph von Heynitz (1667–1728), Kommandant der kursächsischen Festung Sonnenstein und Rittergutsbesitzer
- Friedrich Anton von Heynitz (1725–1802), Gründer der Bergakademie Freiberg und preußischer Oberberghauptmann
- Carl Wilhelm Benno von Heynitz (1738–1801), kursächsischer Berghauptmann und Kurator der Bergakademie Freiberg
- Ernst von Heynitz (Landrat) (1799–1871), Landrat in Fraustadt[3]
- Ernst von Heynitz (Politiker) (1801–1861), Politiker
- Ernst von Heynitz (Johanniter) (1840–1912), Rittmeister und Farmbesitzer in Deutsch-Südwestafrika
- Werner von Heynitz (1854–1928), preußischer Generalleutnant
- Ernst von Heynitz (General) (1863–1927), deutscher Generalmajor
- Benno von Heynitz (1887–1979), Landwirt, tätig in der Öffentlichkeits- und Verbandsarbeit, Mitglied der Anthroposophischen Gesellschaft, Autor[4][5]
- Benno von Heynitz (1924–2010), Jurist, Gründer des Bautzen-Komitee e. V. und Initiator der Bautzen-Gedenkstätte, Autor